# Слізні залози

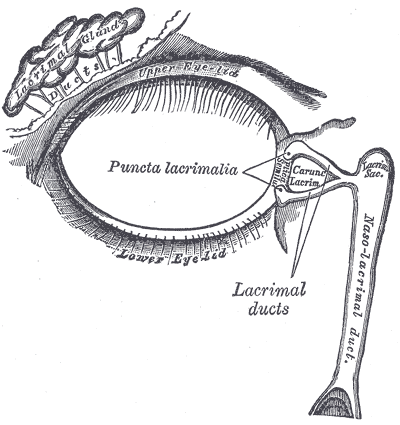
Слізні залози на схемі сльозового апарату

Слі́зні за́лози — залози тварин і людини, що виробляють сльози, які зволожують поверхню ока; є парними (по парі на кожне око), мають мигдалеподібну форму і виділяють слізний секрет
Еволюційно слізні залози виникли з розвитком у хребетних тварин органів зору.
У людини розрізняють великі слізні залози, які містяться в слізній ямці лобної кістки черепа і протоки яких відкриваються у так званий кон'юктивальний мішок (слізний мішок), і дрібні слізні залози кон'юктиви ока.